# Pirae
Pirae é uma comuna da Polinésia Francesa, nas Ilhas de Barlavento, arquipélago da Sociedade. Estende-se por uma área de 35 km², com 14.475 habitantes, segundo os censos de 2007, com uma densidade de 414 hab/km².